# Gasan Jōseki
Gasan Jōseki (ur. 1275, zm. 23 listopada 1366; jap. 峨山韶碩) – japoński mistrz zen szkoły sōtō, uczeń Keizana Jōkina.

## Życiorys
Pochodził z dystryktu Noto (w obecnej prefekturze Ishikawa) z rodziny Minamoto; był potomkiem wielkiego radnego Reizeia. W 1290 roku rozpoczął monastyczne życie w klasztorze szkoły tendai na górze Hiei. W 1297 roku spotkał mistrza zen Keizana Jōkina, zainteresował się zenem i został jego uczniem. Dwa lata później zamieszkał w klasztorze Daijō, gdzie wkrótce odpowiadał za nowicjuszy.
W nauczaniu Keizan stosował bardzo intensywnie kōany, o których dogłębną wiedzę zyskał od swojego przyjaciela Shinchi Kakushina, który przywiózł z Chin zbiór kōanów Mumonkan. Gasan pilnie praktykował zarówno zazen (chiń. zuochan) jak i kōany. Gdy mistrz przeniósł się do Sōji-ji, Gasan także się tam przeniósł. Siedział zawsze w mocnej medytacji. Pewnego razu przechodził obok niego Keizan i powiedział: "Czasami jest właściwe dla niego unieść brwi i mrugnąć oczami, czasami jest właściwe dla niego nie unieść brwi i nie mrugnąć oczami". Słysząc te słowa Gasan osiągnął wielkie oświecenie i otrzymał "pieczęć potwierdzenia" (jap. inka). Po tym doświadczeniu mistrz posłał ucznia na pielgrzymkę po japońskich klasztorach. W czasie tej podróży Gasan spędził jakiś czas z Kyōō Unryō (1267–1341), bratem dharmicznym Keizana. Po powrocie Keizan wyznaczył Gasana swoim spadkobiercą
Około 1322 roku Keizan wyznaczył Gasana na opata klasztoru Sōji. Po śmierci Keizana w szkole sōtō wykrystalizowały się trzy główne ośrodki: Eihei-ji, Daijō-ji z opatem Meihō Sotetsu oraz dwa klasztory Yōkō-ji w Noto i Sōji-ji prowadzone przez Gasana. Osią całego ruchu sōtō był wówczas Gasan, który wypromował Sōji-ji na najbardziej wpływowy klasztor szkoły, przewyższający nawet Eihei-ji. Gasan był związany głównie właśnie z Sōji-ji, z wyjątkiem krótkiego okresu w 1340 roku, kiedy był także opatem Yōkō-ji.
Gasan wprowadził do japońskiej szkoły sōtō doktrynę szkoły chińskiej caodong pięciu stopni czy też relacji zwaną w Chinach wu wei (五位), a w Japonii go-i. Doktryna ta stała się centralnym punktem jego nauczania. Znalazł ją w chińskim tekście Rentian yanmu (jap. Ninden gammoku) opublikowanym w Japonii w 1303 roku. Zasadniczo była to praca omawiająca pięć domów chanu chińskiego, jednak w części poświęconej tradycji caodong znalazło się szczegółowe omówienie doktryny "pięciu stopni" wraz z komentarzami nawet mistrzów szkoły linji, takich jak Fenyang Shanzhao (947-1024), Shishuang Chuyuan (986-1039) i Juefan Huihong (1071–1128). Dzięki wprowadzeniu go-i w nauczanie sōtō Y. Takeuchi traktuje nawet Gasana jako "założyciela japońskiego zenu sōtō".
Gasan miał dwudziestu pięciu oświeconych uczniów, którym przekazał swoją Dharmę. Dzięki temu nauki szkoły sōtō zostały przeniesione i rozpropagowane w różnych rejonach Japonii.
Przed śmiercią uczynił swoim spadkobiercą Taigena Sōshina a autorytetem odpowiedzialnym za szkołę - Tsūgena Jakureia. Udzielił także ostatnich pouczeń innym uczniom. Następnie uderzył w dzwon, zaśpiewał wiersz: 
| Skóra i ciało razem Dziewięćdziesiąt lat. Od nocy, ze starości, Leżę w żółtej wiośnie śmierci. |

Mistrz Gasan Jōseki zmarł 23 listopada 1366 roku.

## Linia przekazu Dharmy zen
Pierwsza liczba oznacza liczbę pokoleń od Pierwszego Patriarchy chan w Indiach Mahakaśjapy.
Druga liczba oznacza liczbę pokoleń od Pierwszego Patriarchy chan w Chinach Bodhidharmy.
Trzecia liczba oznacza początek nowej linii przekazu w innym kraju.
- 51/24. Tiantong Rujing (1163–1228)

- 52/25/1. Eihei Dōgen Kigen (1200–1253) Japonia. Szkoła sōtō

- 53/26/2. Sōkai
- 53/26/2. Senne (Yōkō-an)

- 54/27/3. Kyōgō (Yōkō-an)

- 53/26/2. Shinchi Kakushin (1207–1280)
- 53/26/2. Kangan Giin (1217–1300) (Daiji-ji)

- 54/27/3. Shidō Shōyū (zm. 1301 (Daiji-ji)
- 54/27/3. Tetsuzan Shian (Daiji-ji)

- 55/28/4. Gishō

- 56/29/5. Hohan

- 57/30/6. Gyokukan

- 58/31/7. Senten

- 55/28/4. Daiko

- 56/29/5. Gikai

- 57/30/6. Meishitsu

- 55/28/4. Ten’an

- 56/29/5. Chōkei

- 57/30/6. Ryōshitsu

- 55/28/4. Shiryō

- 56/29/5. Mutō

- 54/27/3. Ninnō Jōki

- 55/28/4. Gen’e

- 56/29/5. Zuiseki
- 56/29/5. Sansen

- 55/28/4. Saijū
- 55/28/4. Giyū

- 56/29/5. Baiin

- 55/28/4. Mōan
- 55/28/4. Kozen
- 55/28/4. Tekiden
- 55/28/4. Etsuō

- 54/27/3. Gukoku

- 55/28/4. Musetsu

- 56/29/5. Meian

- 53/26/2. Eihei Koun Ejō (1198–1280) (Eihei-ji)

- 54/27/3. Gien (zm. 1314) (Eihei-ji)
- 54/27/3. Jakuen (chin. Jiyuan) (1207–8 października 1299) (Hōkyō-ji)

- 55/28/4. Giun (Hōkyō-ji)

- 56/29/5. Donki (Hōkyō-ji)

- 54/27/3. Daijo Tettsū Gikai (1219–1309) (Daijō-ji)

- 55/28/4. Eiko Keizan Jōkin (1267–1325) (Daijō-ji)

- 56/29/5. Mugai Chikō (zm. 1351)
- 56/29/5. Koan Shikan (zm. 1341)

- 57/30/6. Zuiō

- 56/29/5. Gasan Jōseki (1276–1366)

- 57/30/6. Soitsu mniszka zen
- 57/30/6. Mugai Enshō (1311–1381)
- 57/30/6. Tsūgen Jakurei (1322–1391)
- 57/30/6. Musai Jinshō (zm. 1381)
- 57/30/6. Gennō Shinshō (1329–1400)
- 57/30/6. Taigen Shōshin (zm. ok. 1371)
- 57/30/6. Gessen Ryōin (1319–1400)
- 57/30/6. Mutan Sokan (zm. 1387)
- 57/30/6. Jikugen Chōsai (bd)
- 57/30/6. Dōsō Dōai (zm. 1379)
- 57/30/6. Chikudō Ryōgen (bd)
- 57/30/6. Jippō Ryōshū (zm. 1405)
- 57/30/6. Mutei Ryōshō (1313–1361)
- 57/30/6. Mutō Esū (bd)
- 57/30/6. Daitetsu Sōrei (1333–1408)

- 56/29/5. Meihō Sotetsu (1277–1350)
- 56/29/5. Kohō Kakumyō (1271–1361)
- 56/29/5. Genka Tekkyō (zm. 1321)

- 57/30.6. Genshō Chinzan (bd)

- 56/29/5. Ekyū (bd) pierwsza znana mniszka, która otrzymała przekaz Dharmy szkoły sōtō